# Asociación Internacional de Entidades de Crédito Prendario y Social
La Asociación Internacional de Entidades de Crédito Prendario y Social (PIGNUS), creada en Milán (Italia) el 28 de septiembre de 1957, es una pequeña entidad internacional que agrupa entidades de crédito con garantía de prenda o de crédito social y a sus asociaciones nacionales. Llamada entre 1957 y 1992 Asociación Internacional de Establecimientos Públicos de Crédito Pignoraticio. Desde 1989 su sede está en Granada (España).
Inicialmente conformada por miembros de Italia, España, Bélgica, Austria y Francia. En 1992 se reformarón sus estatutos pudiendo ser admitidos entidades privadas siempre que realicen préstamos sociales con garantía de prenda. En el 2007 tenía 54 entidades asociadas de 13 países ubicados en Europa, América y África.
En enero de 2020, Juan Caído, presidente de Valorum, es elegido su presidente, tras diez años de presidencia de Antonio Pulido Gutiérrez.